# Live (Donny Hathaway)
Live è un album dal vivo del cantante statunitense Donny Hathaway, pubblicato nel 1972.

## Tracce
Side 1
1. What's Goin' On (Renaldo "Obie" Benson, Al Cleveland, Marvin Gaye) – 5:18
2. The Ghetto (Donny Hathaway, Leroy Hutson) – 12:08
3. Hey Girl (Earl DeRouen) – 4:03
4. You've Got a Friend (Carole King) – 4:34

Side 2
1. Little Ghetto Boy (Earl Derouen, Edward Howard) – 4:29
2. We're Still Friends (Hathaway, Glenn Watts) – 5:12
3. Jealous Guy (John Lennon) – 3:08
4. Voices Inside (Everything Is Everything) (Richard Evans, Philip Upchurch, Ric Powell) – 13:47

## Formazione
- Donny Hathaway – voce, piano elettrico, piano, organo, arrangiamenti
- Phil Upchurch – chitarra (Side 1)
- Cornell Dupree – chitarra, cori (Side 2)
- Mike Howard – chitarra, cori
- Willie Weeks – basso, cori
- Fred White – batteria, cori
- Earl DeRouen – conga, cori